# بانتان
بانتان (بالفرنسية: Pantin) هي بلدية فرنسية  تابعة لإقليم سين سان دوني في إيل دو فرانس وتقع في شمال فرنسا وهي اليوم ضاحية لباريس ويسكنها حوالي 52161 نسمة حسب إحصائيات سنة 2009.

## توأمة
لبانتان اتفاقيات توأمة مع:
- سكانديتشي

## أعلام
- ليون جوو
- مارسيل هيوت
- ميشيل يموان
- رينيه جين فالكونتي
- فاليري كارسينتي
- جورج أوبيرت
- ريمون مولينغهاوزن
- هنري مارتن

## روابط
- الموقع الرسمي لعمادة المدينة